# Supa Dupa Fly
Albums de Missy Elliott
Da Real World
(1999)
Singles
1. The Rain (Supa Dupa Fly) (en)
Sortie : 2 juillet 1997
2. Sock It 2 Me (en)
Sortie : 21 septembre 1997
3. Beep Me 911 (en)
Sortie : 23 mars 1998
4. Hit Em wit da Hee (en)
Sortie : 3 avril 1998

Supa Dupa Fly est le premier album studio de Missy Elliott, sorti le 15 juillet 1997.
L'album s'est classé 1er au Top R&B/Hip-Hop Albums et 3e au Billboard 200 et a été certifié disque de platine par la Recording Industry Association of America (RIAA) le 19 septembre 1997.
Le magazine Rolling Stone l'a classé à la 73e place des « 100 meilleurs albums des années 90 ».
Il est également cité dans l'ouvrage de référence de Robert Dimery Les 1001 albums qu'il faut avoir écoutés dans sa vie.

## Liste des titres
Tous les titres sont produits par Timbaland, à l'exception de Release the Tension produit par Missy Elliott.
| No  | Titre                                       | Auteur | Contient un (des) sample(s) de                                             | Durée |
| --- | ------------------------------------------- | --- | -------------------------------------------------------------------------- | ----- |
| 1.  | Busta's Intro (featuring Busta Rhymes)      | Trevor Smith |                                                                            | 1:53  |
| 2.  | Hit Em wit da Hee (en) (featuring Lil' Kim) | Melissa Elliott, Kimberly Jones, Timothy Mosley                                                                            |                                                                            | 4:19  |
| 3.  | Sock It 2 Me (en) (featuring Da Brat)       | T. D. Bell, Elliott, Shawntae Harris, W. Hart, Mosley                                                                      | Ready or Not Here I Come (Can't Hide From Love) des Delfonics              | 4:17  |
| 4.  | The Rain (Supa Dupa Fly) (en)               | Donald Bryant, Elliott, Bernard Miller, Mosley, Ann Peebles                                                                | I Can't Stand the Rain d'Ann Peebles Can We de SWV featuring Missy Elliott | 4:11  |
| 5.  | Beep Me 911 (en) (featuring 702 et Magoo)   | Melvin Barcliff, Elliott, Mosley                                                                                           |                                                                            | 4:57  |
| 6.  | They Don't Wanna Fuck wit Me                | Elliott, Mosley |                                                                            | 3:18  |
| 7.  | Pass da Blunt                               | H.B. Bennett, H. Jackson Brown Jr., Elliott, Lloyd Ferguson, R. Lyn, Jackie Mittoo, Mosley, Leroy Sibbles, Fitzroy Simpson | Pass the Dutchie de Musical Youth                                          | 3:17  |
| 8.  | Bite Our Style (Interlude)                  | Elliott, Mosley | Morning Glory de Jamiroquai                                                | 0:43  |
| 9.  | Friendly Skies (featuring Ginuwine)         | Elliott, Mosley | New World Symphony d'Earth, Wind & Fire                                    | 4:59  |
| 10. | Best Friends (featuring Aaliyah)            | Elliott, Mosley |                                                                            | 4:07  |
| 11. | Don't Be Commin' (In My Face)               | Elliott, Mosley | Do the Funky Chicken de Rufus Thomas                                       | 4:11  |
| 12. | Izzy Izzy Ahh                               | Elliott, Mosley | Steelo (Cali Mix) de 702                                                   | 3:54  |
| 13. | Why You Hurt Me                             | Elliott, E. Floyd, E., Tim Mosley                                                                                          | Check Me Out d'Eddie Floyd                                                 | 4:31  |
| 14. | I'm Talkin'                                 | Elliott, Mosley | Square Biz de Teena Marie                                                  | 5:02  |
| 15. | Gettaway (featuring Space et Nicole)        | Elliott, Mosley, Tracey Selden, Lashone Siplin                                                                             | One in a Million d'Aaliyah Love No Limit (Puffy's Remix) de Mary J. Blige  | 4:25  |
| 16. | Busta's Outro (featuring Busta Rhymes)      | Mosley, Smith |                                                                            | 1:38  |
| 17. | Missy's Finale                              | |                                                                            | 0:24  |

| 13. | Release the Tension | Elliott, Roderick Wiggins | 4:11 |